# Municipio de Tlanepantla (Puebla)
El municipio de Tlanepantla (del nahuatl: tlalli, nepantla ‘tierra, en medio’‘En medio de la tierra’) es uno de los 217 municipios que conforman el estado de Puebla, México. Fue fundado en 1895 y su cabecera es la ciudad de Tlanepantla.

## Geografía
El municipio se encuentra a una altitud promedio de 2000 m s. n. m. y abarca un área de 14.88 km². Colinda al norte con el municipio de Santo Tomás Hueyotlipan, al oeste con el municipio de Tecali de Herrera, al sur con el municipio de Huitziltepec y al este con el municipio de Tochtepec.

## Demografía
De acuerdo con el último censo, realizado por el Inegi en el 2010, en el municipio hay una población total de 4833 habitantes, lo que le da una densidad de población aproximada de 325 habitantes por kilómetro cuadrado.